# Hyazinth Graf Strachwitz von Gross-Zauche und Camminetz
Hyacinth Graf Strachwitz von Groß-Zauche und Camminetz (30 de juliol de 1893 – 25 d'abril de 1968) fou un oficial alemany d'origen aristocràtic. Strachwitz va participar en la I Guerra Mundial, però es convertí en famós pel seu comandament de les tropes cuirassades durant la II Guerra Mundial. Pels seus serveis va ser condecorat amb la Creu de Cavaller de la Creu de Ferro amb Fulles de Roure, Espases i Diamants, una condecoració creada per reconèixer la valentia extrema al camp de batalla o el lideratge militar destacat. En el moment en què la va rebre era la màxima condecoració alemanya.
Strachwitz va néixer el 1893 a la finca de la seva família a Silèsia. Va ser educat en diverses acadèmies militars prussianes, servint amb distinció com a oficial de cavalleria a les primeres etapes de la I Guerra Mundial, guanyant la Creu de Ferro de 1a classe abans de ser capturat pels francesos a l'octubre de 1914. Com que quan va ser capturat vestia roba civil gairebé va ser executat allà mateix, però posteriorment seria condemnat a treballs forçats. Després d'una odissea per diverses presons franceses i diversos intents de fugida aconseguí tornar a Alemanya després de la guerra el 1918. durant la postguerra, Strachwitz lluità amb els Freikorps durant l'aixecament de la Revolució Alemanya a Berlín i a la Revolta de Silèsia contra els silesis polonesos de l'Alta Silèsia, que intentaven separar-se d'Alemanya per unir-se a Polònia. Per aquest serveis va ser condecorat amb l'Àliga de Silèsia de 1a i 2a classes. A mitjans dels anys 20 va rebre del seu pare Groß Stein, la finca familiar. El 1932 es va fer membre del NSDAP i de les Allgemeine SS un any després. Com a oficial de la reserva militar participà en diverses maniobres amb el Reiter-Regiment 7 i el Panzer-Regiment 2 durant la dècada dels 30.
Amb l'esclat de la Segona Guerra Mundial, Strachwitz va ser nomenat oficial d'ordenament de la 1. Panzer Division. Participa en la invasió de Polònia i en la batalla de França, on comandà el 1r batalló del 2n Panzer-Regiment. Per les seves accions rebria la barra 1939 a les seves creus de ferro, i va ser traslladat a la 16. Panzer Division. Amb aquesta unitat participà en les invasions de Iugoslàvia a l'abril de 1941 i a la de la Unió Soviètica al juny. El 25 d'agost de 1941 rebria la Creu de Cavaller de la Creu de Ferro. Poc més d'un any després, com a comandant del Panzer-Regiment 2, esdevingué el 144è soldat en afegir les Fulles de Roure a la seva Creu de Cavaller el 13 de novembre de 1942, per la destrucció de més de 270 tancs i peces d'artilleria soviètiques en menys de 48 hores a Kalach. Va quedar seriosament ferit i va ser evacuat abans del tancament de la bossa de Stalingrad quedés segellada. El gener de 1943, després de la seva convalescència, va rebre el comandament del Panzer-Regiment Großdeutschland. El 28 de març de 1943 afegiria les Espases a la seva Creu de Cavaller per la seva contribució al contraatac de Khàrkiv. A continuació lluità a la batalla de Kursk i durant la retirada alemanya fins al Dnièper. El novembre de 1943 va ser rellevat del comandament, oficialment a causa de problemes de salut; però més possiblement a causa de diferències amb el seu comandant de divisió, Walter Hörnlein. Tornà al servei actiu a inicis de 1944 i va rebre els Diamants per la seva Creu de Cavaller el 15 d'abril, mentre que comandava un grup de batalla al front del Narva. Va ser ferit en 12 ocasions durant la guerra, a més de resultar ferit en un accident d'automòbil.
El 1945 es rendí a les forces estatunidenques i fet presoner. En el moment del seu alliberament, el seu fill petit havia resultat mort en combat, la seva esposa havia mort en un accident de circulació, i la seva finca de Silèsia havia estat confiscada per la Unió Soviètica. Es quedà a l'Alemanya Occidental, es tornà a casar i treballà un breu temps per a les Forces Armades Sirianes com a consultor militar. A partir de 1951 va viure en una fica a Baviera, fins a la seva mort el 25 d'abril de 1968 a causa d'un càncer de pulmó. Va ser enterrat amb honors militars a Grabenstätt, Baviera.

## Infància, educació i inicis professionals
Strachwitz va néixer el 30 de juliol de 1893 a Groß Stein, al districte de Groß Strehlitz, a Silèsia, una província del Regne de Prússia. Avui és Kamień Śląski a Gogolin, al Voivodat d'Opole, Polònia. Strachwitz fou el segon fill de Hyacinth Graf Strachwitz (1864–1942) i la seva esposa Aloysia (1872–1940), de Gräfin von Matuschka Freiin von Toppolczan und Spaetgen. Tenia una germana gran, Aloysia (1892–1972), seguit pel seu germà petit Johannes (1896-1917), sobrenomenat "Ceslaus", la seva germana Elisabeth (1897-1992), el seu germà Manfred (1899-1972), el seu germà Mariano (1902–1922), i la seva germana menor Margarethe (1905–1989). La seva família era membre de l'antiga noblesa silèsia (Uradel), i posseïen latifundis a l'Alta Silèsia, inclòs el Schloss (palau) familiar a Groß Stein. Com a fill primogènit, fou hereu del títol Graf Strachwitz, i seguint la tradició familiar, fou batejat com a Hyacinth, després del sant del segle xii. Algunes peces de roba pertanyents al sant van estar en possessió de la família fins al 1945.

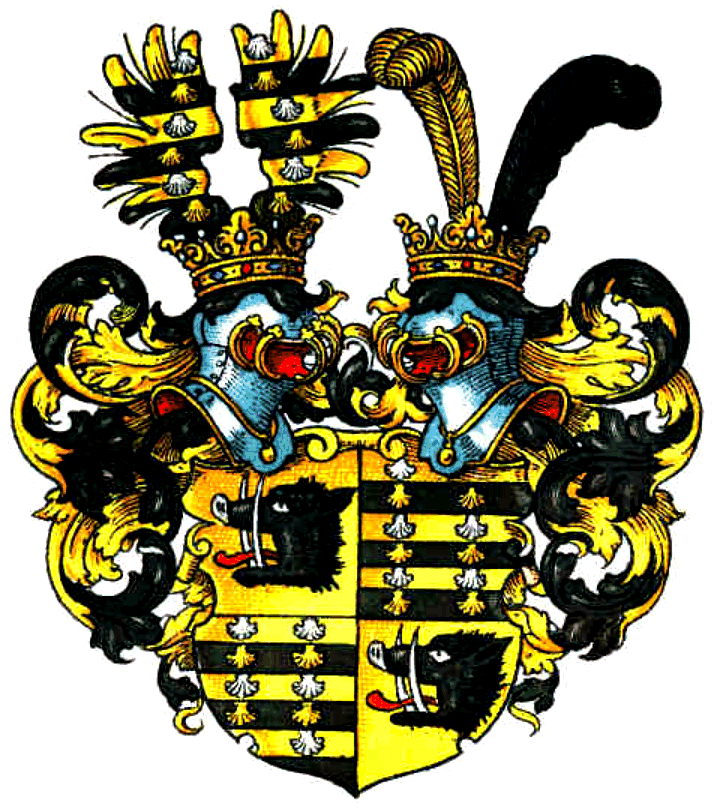
Escut d'armes de Graf Strachwitz

Strachwitz va assistir a la Volksschule (escola primària) i al Gymnasium (escola secundària avançada) a Oppeln, avui en dia Opole. Va rebre més formació escolar i paramilitars al Königlich Preußischen Kadettenkorps (Cos de cadets reial prussià) a Wahlstatt, abans de traslladar-se a la Hauptkadettenanstalt (Acadèmia Militar principal) a Berlín-Lichterfelde. Entre els seus amics més propers a l'acadèmia de cadets es trobaven Manfred von Richthofen, l'as de l'aviació de la Primera Guerra Mundial i un company de Silèsia, i Hans von Aulock, germà del coronel de la Segona Guerra Mundial Andreas von Aulock. L'agost de 1912, el Cadet Strachwitz va ser admès al regiment de cavalleria Gardes du Corps (Guàrdia Reial) a Potsdam com Fähnrich, un cos d'elit. Els Guàrdies vitalicis havien estat establertes pel rei prussià Frederic el Gran el 1740 i eren considerades la publicació més prestigiosa de l'exèrcit prussià. El seu patró va ser l'emperador Wilhelm II, que els va comandar nominalment. Strachwitz va ser enviat a un curs de formació oficial a la Kriegsschule de Hannover a finals de 1912, on va excel·lir en diversos esports. Strachwitz va rebre la comissió de Leutnant el 17 de febrer de 1914. En aquesta primera etapa de la seva carrera a Potsdam, Strachwitz va començar a insistir en ser dirigit com a " Herr Graf " en lloc de " Herr Leutnant ", fins i tot a oficials de rang superior, que va mantenir al llarg de la seva carrera. Segons Röll, sempre es va sentir més prou de la seva descendència aristocràtica que del seu grau militar. Els seus íntims amics l'anomenaven Conté (comte).
Al seu retorn a l'Acadèmia Militar Prussiana de Hannover, Strachwitz va ser nomenat oficial d'esports per als Guàrdies vitalicis. Va presentar gimnàstica diària i curses de resistència setmanals. L'equip esportiu dels Guàrdies vitalicis va ser seleccionat per participar en els Jocs Olímpics previstos de 1916, i això va fomentar encara més la seva ambició. Va participar en equitació, esgrima i atletisme de pista i camp, que es va convertir en el seu focus principal. Strachwitz va continuar destacant com a esportista, i amb el seu amic el príncep Friedrich Karl de Prússia, segons Röll Strachwitz va ser un dels millors esportistes per entrenar als Jocs Olímpics.

## Primera Guerra Mundial
L'esclat de la Primera Guerra Mundial va acabar amb les ambicions olímpiques de Strachwitz. L'Imperi Rus va ordenar una mobilització parcial un dia després i l'Imperi alemany es va mobilitzar el 30 de juliol de 1914. Strachwitz va rebre la seva ordre de mobilització mentre estava de vacances a Silèsia i va tornar immediatament a la seva unitat a Berlín. El seu regiment estava subordinat a la divisió de cavalleria de la Guàrdia i programat per al seu desplegament a l'oest.
Poc després de la mobilització, els Guàrdies vitalicis van arribar a la seva posició assignada prop de la frontera belga. Strachwitz i el seu pelotó es van oferir voluntaris per a una patrulla de reconeixement de llarga distància, que penetraria molt per darrere de les línies belgues. Les seves ordres eren reunir informació sobre connexions ferroviàries i de comunicacions i potencialment molestar-les, així com informar sobre els preparatius de guerra que els seus opositors feien. Si la situació ho permetia, havia de destruir les connexions ferroviàries i telefòniques i fer descarrilar trens, provocant tants estralls com fos possible. La seva patrulla es va trobar amb molts obstacles i van estar constantment a punt de ser detectats per forces britàniques o franceses. El seu objectiu era la línia ferroviària de París–Llemotges-Bordeus. Strachwitz va enviar un missatger que va passar a les línies alemanyes i va lliurar la informació que havien reunit. La patrulla va fer esclatar l'enclavament a l'estació de ferrocarril de Fontainebleau, i va intentar forçar el seu pas cap a presumptes tropes alemanyes al Marne prop de Châlons. Tanmateix, les forces franceses eren massa fortes i no van poder passar. Després de sis setmanes darrere de les línies, les racions es van esgotar i van haver de recórrer a robar o a la mendicitat. Strachwitz llavors va decidir dirigir-se a Suïssa, amb l'esperança que la frontera franco-suïssa no estigués tan durament protegida. Després d'una breu escaramussa amb les forces franceses, un dels homes de Strachwitz va resultar ferit greument, cosa que els va obligar a demanar atenció mèdica. Durant moltes setmanes de vida a l'aire lliure, els seus uniformes s'havien deteriorat, de manera que Strachwitz va aprofitar aquesta oportunitat per comprar roba nova per als seus homes. El seu progrés va ser alentit per l'home ferit i el grup va ser atrapat en roba civil per les forces franceses.

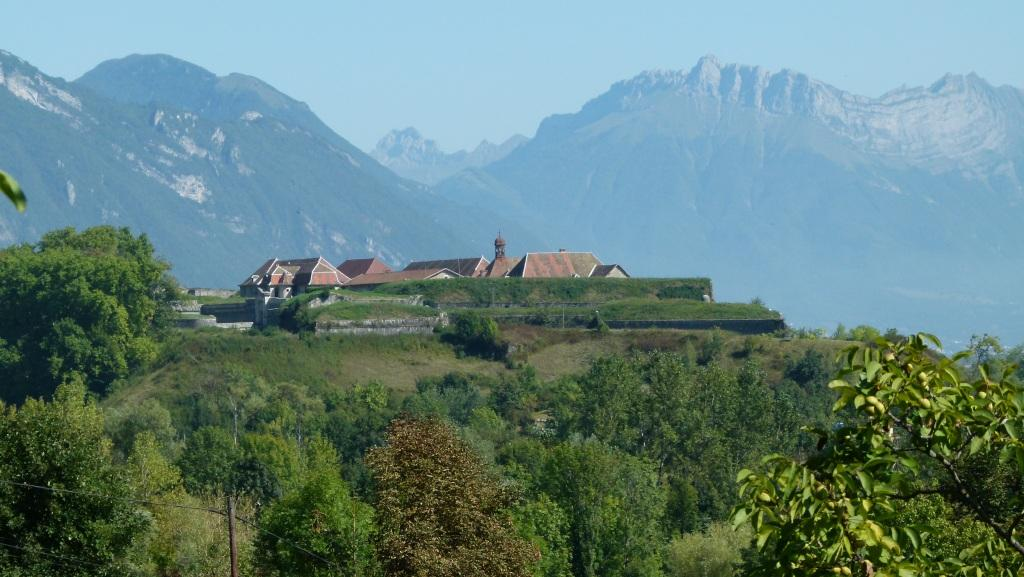
Fort Barraux, 2011

Strachwitz i els seus homes van ser interpel·lats per un capità francès i acusats de ser espies i sabotejadors. L'endemà van ser portats a la presó de Châlons on van ser separats. Strachwitz, com a oficial, va ser confinat en solitari. A primera hora del matí estaven tots alineats per l'escamot d'execució, però un capità francès va arribar a temps per aturar l'execució. Strachwitz i els seus homes van ser jutjats davant un tribunal militar francès el 14 d'octubre de 1914. El tribunal els va condemnar a cinc anys de treballs forçats a l' penitenciària de Cayenne. Al mateix temps, se'ls va privar del rang, perdent així la condició de presoners de guerra. Strachwitz va ser pres després a les presons de Lió i Montpeller, i després a l'illa de Ré, des d'on partiria el vaixell presoner cap a Cayenne. No se sap quines circumstàncies van impedir la seva marxa, però va ser empresonat a Riom i Avinyó. A la presó d'Avinyó va ser torturat físicament i mentalment tant pels guàrdies com pels altres presos. Això incloïa estar encadenat nu a una paret, privació d'aliments i cops greus. Després d'un any a Avinyó se li va donar un uniforme alemany i portat al camp de presoners de guerra del Fort Barraux.
A Barraux es va assabentar que els combats a l'oest s'havien convertit en una guerra de desgast i que només al front oriental les tropes alemanyes continuaven reportant èxits. La seva salut va millorar ràpidament i Strachwitz va començar a fer plans d'escapament. Amb altres soldats alemanys va començar a excavar un túnel d'escapament, que es va detectar. Strachwitz va tornar a ser posat en reclusió solitària. Com a dissuasió contra els atacs alemanys de submarins, de vegades els presoners de guerra alemanys eren transportats als dipòsits de càrrega dels vaixells mercants francesos. Classificat com a "decidit a escapar", Strachwitz va ser posat en el control de càrrega d'un vaixell que viatjava entre Marsella o Toulon i Salònica, Grècia. Malnutrit després de quatre viatges sense menjar, va ser retornat a Barraux. Durant la reclusió solitària, es va tornar a recuperar i va fer plans d'escapament. Amb un company de soldat, va pujar sobre els murs de la presó, pensant dirigir-se cap a la Suïssa neutral. Tot i això, Strachwitz es va ferir el peu quan va caure en un filferro espinós i la ferida va provocar sèpsia. Mentre buscaven ajuda, van ser recollits per la policia francesa i enviats a un tribunal militar. Després va ser enviat a una presó de guerra per a oficials a Carcassona on es va ignorar la seva sol·licitud d'atenció mèdica. La ferida va ser greu i va acabar delirant. Una inspecció de la comissió mèdica suïssa de la Creu Roja Internacional va resultar traslladat a un hospital a Ginebra, Suïssa, on es va despertar després de dies de inconsciència.
Strachwitz es va recuperar ràpidament a Ginebra. Durant la seva convalescència, va ser visitat per membres de diverses cases reials europees i clergues que es van aturar per respectar-los. Els metges van dir a Strachwitz que el govern francès havia sol·licitat la seva extradició a França un cop s'hagués recuperat completament, per complir els seus cinc anys de treballs forçats. Strachwitz es va traslladar llavors a una vil·la a Lucerna on va ser visitada per la seva mare i la seva germana. Tenia una gran por de tornar a França i junts van plantejar un pla per evitar la seva extradició. Seria "assentat la guerra" en un asil mental a Suïssa. El pla va funcionar, tot i que la salut mental de Strachwitz es va deteriorar realment en el procés. La guerra es va acabar i Strachwitz va ser alliberat per tornar a Alemanya. Pel seu servei durant la guerra, empresonat pels francesos, se li va concedir la creu de ferro de segona i primera classe.

## Període d'entreguerres

### A la República de Weimar

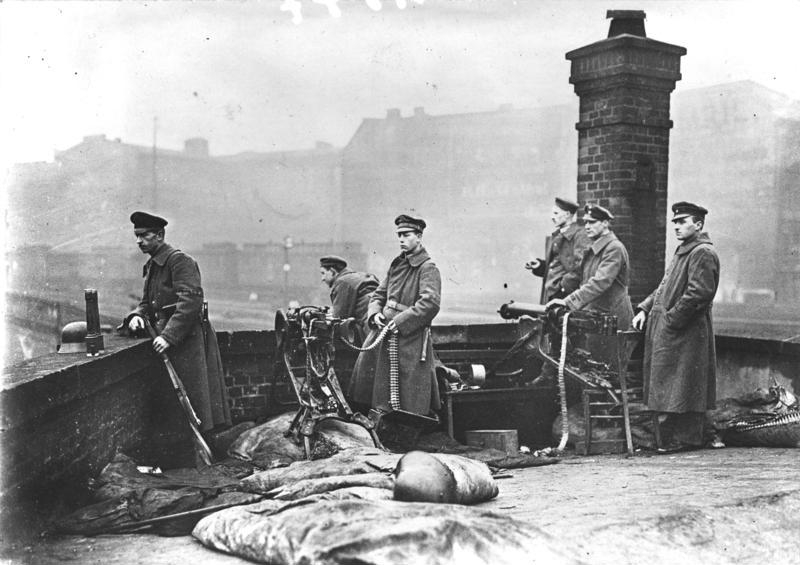
Troops Tropes lleials al govern a l'Estació Silèsia, 1919

Després de l'Armistici el novembre de 1918, Strachwitz va ser repatriat i va tornar a una Alemanya en un estat civil. Va viatjar a Berlín via Konstanz, a la frontera suïssa-alemanya i Múnic. En el seu viatge, va veure molts antics soldats alemanys la disciplina militar dels quals s'havia descompost. Incapaç de tolerar aquesta situació i que temia una revolució comunista, va viatjar a Berlín i va arribar a Berlín Anhalter Bahnhof on va ser conegut per un amic. Strachwitz havia cridat per demanar al seu amic que li portés l'uniforme de Gardes du Corps, que es va posar immediatament. Berlín estava en un estat de revolució. El recentment establert govern provisional sota el lideratge del canceller Friedrich Ebert es va veure amenaçat per la revolta espartacista de la Revolució alemanya, l'objectiu de la qual era instaurar una dictadura proletària d' estil soviètic. Ebert va ordenar als antics soldats, organitzats en Freikorps (organitzacions paramilitars) entre ells Strachwitz, que ataquessin els treballadors i posessin punt final a la revolta.
A principis de 1919, després dels fets a Berlín, Strachwitz va tornar a la seva propietat, on va trobar que el seu palau familiar havia estat pres per oficials francesos. L'Alta Silèsia estava ocupada per forces britàniques, franceses i italianes, i estava governada per un Comitè Inter-Aliat dirigit per un general francès, Henri Le Rond. El tractat de Versalles al final de la Primera Guerra Mundial havia canviat el territori anteriorment alemany cap a països veïns, alguns dels quals no havien existit al començament de la guerra. En el cas de la nova Segona República Polonesa, el Tractat va separar uns 54.000 quilòmetres quadrats de territori, que antigament havia format part de l'Imperi Alemany, per recrear el país de Polònia, que havia desaparegut arran de la Tercera partició de Polònia el 1795. El seu pare el va instar a preparar-se i educar-se per fer-se càrrec de la propietat i el negoci de la família. Va ser sotmès a la direcció de l'Oberinspektor del seu pare (inspector en cap). Al mateix temps, Strachwitz, tement que Silesia fos "lliurada als polonesos", mentre ell considerava les accions del Comitè Inter-Aliats, es va unir a l'Oberschlesischer Selbstschutz(Autodefensa de la Silesia Alta). Strachwitz va recollir armes i va reclutar voluntaris, cosa que estava prohibida. El van capturar quatre vegades i van ser tancat a la presó a Oppeln pels francesos. El seu pare també va ser empresonat per la seva oposició al Comitè Inter-Aliats. Roll afirma que la desconfiança de Strachwitz pels francesos, arrelada en les seves experiències com a presoner de guerra durant la Primera Guerra Mundial, era immensa. Creia que només els italians havien tingut un paper honest i neutre en l'ocupació de l'Alta Silèsia. El 25 de juliol de 1919, es va casar amb Alexandrine Freiin Saurma-Jeltsch, sobrenomenada "Alda", i el seu primer fill, un fill, va néixer el 4 de maig de 1920.

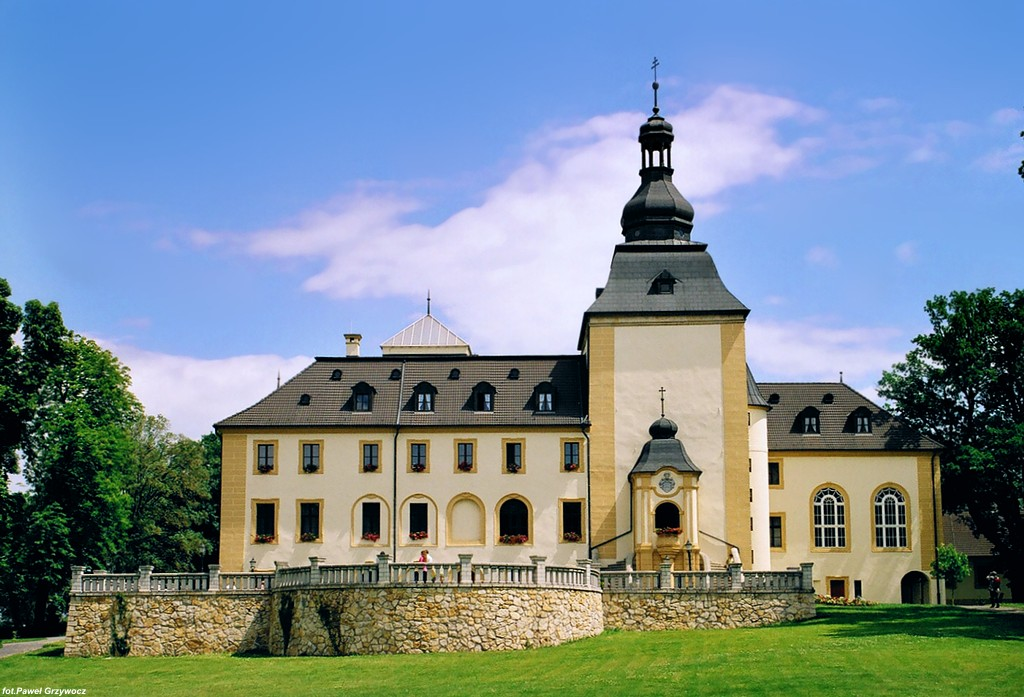
La casa pairal de la família Strachwitz, el palau de Kamień Śląski el 2006

El 1921, durant les revoltes de Silèsia, quan Polònia va intentar separar l'Alta Silèsia de la República de Weimar, Strachwitz va servir sota els generals Bernhard von Hülsen i Karl Höfer. En el punt àlgid del conflicte quan els polonesos van endinsar-se a l'Annaberg, un turó a prop del poble d'Annaberg, avui dia Góra Świętej Anny. Els Freikorps alemanys van llançar l'assalt en la que es convertiria en la batalla d'Annaberg, que es va combatre entre el 21 de maig i el 26 de maig de 1921. Strachwitz i els seus dos batallons van superar les posicions poloneses i van sobrepassar part d'elles en el combat cos a cos al voltant de la mitjanit del 21 de maig. Strachwitz va ser el primer alemany a arribar a la cimera. Van capturar sis canons de camp, nombroses metralladores, fusells i municions. El 4 de juny, els Freikorps van atacar les posicions poloneses a Kandrzin i Slawentzitz. En aquesta batalla, Strachwitz i els seus homes van capturar una bateria d'artilleria polonesa que van girar contra els polonesos. Per aquests serveis va rebre la medalla de segona i primera classe de la Schlesischer Adler amb fulles i espases de roure. El seu germà petit, Manfred, també va lluitar per Silèsia, i va resultar ferit greument dirigint els seus homes a Krizova. Dos mesos més tard, la seva dona va donar a llum al seu segon fill, una filla anomenada Alexandrine Aloysia Maria Elisabeth Therese nascuda el 30 de juliol de 1921, sobrenomenada "Lisalex". El Ministeri del Reichswehr li va informar el 1921 que havia estat ascendit a Oberleutnant, amb antinguitat de 1916. La família Strachwitz va créixer encara més quan el 22 de març de 1925 un tercer fill, un fill anomenat Hubertus Arthur, era sobrenomenat "Harti" ", va néixer a la seva mansió a Schedlitz, més tard rebatejada com a Alt Siedel, actual Siedlec.
El 1925, Strachwitz i la seva família es van traslladar del seu palau a Groß Stein a la seva mansió a Alt Siedel, a causa de diferències personals amb el seu pare, que romania a Groß Stein. Entre el 1924 i el 1933, Strachwitz va fundar dues cooperatives lleteres a les quals es van unir molts agricultors locals. Paral·lelament va estudiar uns quants semestres de silvicultura. Va utilitzar els seus coneixements per influir en els propietaris de boscos silèsics per vendre la seva fusta a les fàbriques de paper. Va continuar utilitzant la seva influència a Alta Silèsia per modernitzar la silvicultura i l'agricultura. Les seves ambicions van ser ajudades per la seva presidència del Forstausschuss (Comitè Forestal) de la Alta Silèsia i la seva pertinença a la Landwirtschaftskammer (Cambra d'Agricultura). Strachwitz es va fer càrrec completament de la finca del seu pare el 1929, primer com a director general i després com a propietari, amb tota la seva responsabilitat. Això va fer de Strachwitz un dels propietaris de terres i boscos més rics de Silèsia. Juntament amb el palau de Groß Stein posseïa un forn de calç i una pedrera a Klein Stein i Groß Stein, una destil·leria a Groß Stein i Alt Siedel.

### Nacional Socialisme
Strachwitz va sol·licitar l'adhesió al Partit Nazi amb el Reichsleitung (Lideratge del Reich) del NSDAP a Múnic el 1931. Va ser acceptat i el 1932 es va incorporar al Ortsgruppe (Grup Local) del NSDAP a Breslau amb un número de membre 1.405.562. El 17 d'abril de 1933 es va convertir en membre de l'Allgemeine SS amb el número de membre de la SS 82.857. Una sèrie de promocions ràpides dins de les SS van seguir. Va progressar a SS-Obersturmführer a finals de 1934 i SS-Sturmbannführer el 1936. Paral·lelament a la seva carrera a les SS, el seu grau militar a la força de reserva militar també avançat. Va assolir el rang de Hauptmann de la reserva el 1934 i un any després es va convertir en Rittmeister (capità de cavalleria) de la reserva.
El 30 de gener de 1933, el Partit Nazi, sota el lideratge d'Adolf Hitler, va arribar al poder i va començar a rearmar Alemanya. El Heer (exèrcit d'Alemanya) es va augmentar i modernitzar amb un fort focus en la força Panzer El personal va ser reclutat de la cavalleria. L'octubre de 1935 es va crear el Panzer-Regiment 2 i va estar subordinat a la 1a Divisió Panzer, aleshores sota el comandament del general Maximilian von Weichs. Els soldats del I. Abteilung (1r Batalló) provenien de Saxònia i Turíngia, el II. Abteilung (2n Batalló) estava format per soldats de Silèsia. Strachwitz, que havia exercit com a oficial de les reserves al Reiter-Regiment 7 (7è Regiment de Cavalleria) de Breslau, havia demanat ser traslladat a la força Panzer i, el maig de 1936, va participar en la seva primera maniobra al terreny d'entrenament a Ohrdruf, seguit d'un exercici de tret en directe a l'entrenament d'artilleria. terreny a Putlos -avui al districte administratiu de Oldenburg- Land- a prop del mar Bàltic. Un any més tard, de juliol a agost de 1937, va participar en un segon exercici d'entrenament en reserva als camps d'entrenament silèsic a Neuhammer — avui a Świętoszów.

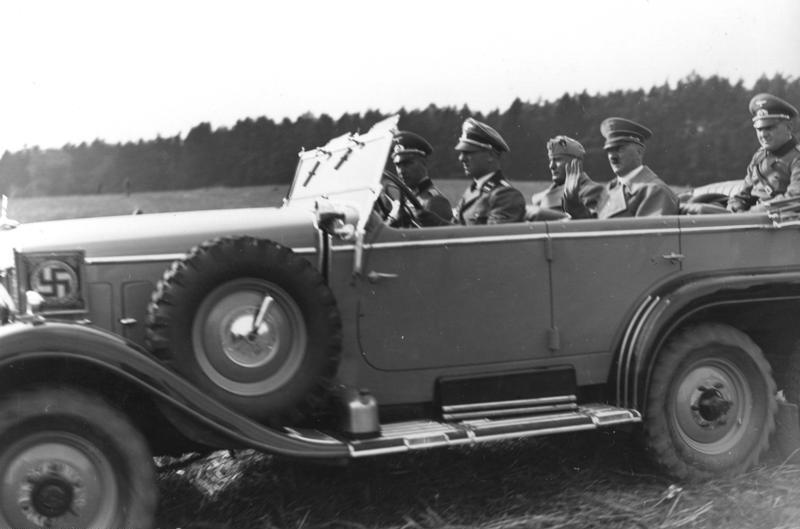
Mussolini, Hitler i Friedrich Hoßbach al camp de maniobres de la Wehrmacht, setembre de 1937

Després d'unes breus vacances a Silèsia, Strachwitz va tornar a la 1a Divisió Panzer als camps d'entrenament de KönigsKönigsbrück, brück, a prop de Dresden. Durant els preparatius per a les maniobres de tardor, el general der Kavallerie von Weichs va ser destituït. El 18 de setembre, el Panzer-Regiment 2 va ser traslladat de Königsbrück a Fürstenberg i després a Neustrelitz. Aquí, sota l'atenta mirada de Hitler i Benito Mussolini, la 1a i la 3a Panzer-Brigade, amb el suport de Kampfgeschwader (Ales de bombarders), va practicar un atac a tanc a gran escala. El regiment va tornar a Eisenach el 30 de setembre. Strachwitz va tornar a la seva propietat, però va ser cridat poc abans de l'Anschluß, l'annexió d'Àustria per Alemanya, el març de 1938.
Strachwitz i el Panzer-Regiment 2 es van posar en espera del 21 de setembre al 2 d'octubre de 1938 als recintes d'entrenament de Grafenwöhr durant la crisi dels Sudets, l'annexió alemanya de les regions de la frontera nord i occidental de Txecoslovàquia, coneguda col·lectivament com els Sudets. El 3 d'octubre, el regiment es dirigí cap a Karlsbad, via Gossengrün i Chodau, on van arribar el 5 d'octubre. El regiment va estar estacionat a Saatz i Kaaden als Sudets fins al 15 d'octubre abans de tornar a Eisenach el 16 d'octubre de 1938. Va tornar a estar en espera el març de 1939, quan els territoris restants txecs es van convertir en el Protectorat de Bohèmia i Moràvia, un satèl·lit alemany. Després d'això, el Panzer-Regiment 2 va ser enviat a Berlín per participar en la desfilada de la Wehrmacht celebrada per celebrar el 50è aniversari de Hitler el 20 d'abril de 1939. Al juliol i l'agost de 1939, el Panzer-Regiment 2 va participar en les maniobres d'estiu a Jüterbog i Putlos, seguit de exercicis a Altengrabow. A la preparació de les fases inicials de la Segona Guerra Mundial, la 1a Divisió Panzer va deixar els seus centres d'entrenament a Turingia i Hesse el 21 d'agost de 1939 i van ser transportats amb tren a Silesia entre Rosenberg i Oppeln, on van arribar la nit del 24 al 25 d'agost de 1939. Strachwitz va arribar al seu regiment el 26 d'agost on ell, com a oficial de reserva més antic, va rebre la tasca d'organitzar el subministrament del camp de batalla del regiment.

## Segona Guerra Mundial

### Campanya de Polònia
El Panzer-Regiment 2, sota el comandament de l'Oberst Karl Keltsch, com a part de la 1a divisió Panzer, constava de quatre companyies lleugeres i dues de mitjanes amb un total de 54 Panzers I, 62 Panzers II, 6 Panzers III, 28 Panzers IV i 6 Panzers de comandament. El regiment situat més a l'est en un bosc proper a Klein-Lassowitz la vesprada del 28 d'agost de 1939. Fall Weiß, la directiva de Hitler per a la invasió de Polònia, es va fer efectiva i les forces de la Wehrmacht van envair Polònia sense una declaració formal de guerra l'1 de setembre de 1939, que va suposar el començament de la Segona Guerra Mundial a Europa. El seu regiment també va travessar la frontera aquell dia a Grunsruh i va arribar al riu Lisswarthe al migdia. Van capturar Klobutzko aquella nit sense gaire resistència. El 2 de setembre van continuar cap a Biała Górna, on van patir les seves primeres baixes de la guerra. Tot seguit van creuar el Warthe a Gidle i a Plauno direcció a Radomsko. Després de patir més pèrdues, van capturar Petrikau el 5 de setembre. El regiment va arribar a Góra Kalwaria aL Vístula via Wolbórz i Zawada el 8 de setembre. Aquí el regiment es va deixar descansar fins al 10 de setembre. En aquest dia, Keltsch li va informar que Strachwitz havia estat nominat per a la 2a classe del Fermall a la Creu de Ferro pels seus assoliments organitzatius, que va rebre el 5 d'octubre de 1939. Keltsch també va anunciar que la Panzer-Brigade 1 havia sol·licitat el seu trasllat. El Generalmajor Ferdinand Schaal, comandant de la Panzer-Brigade 1 en el seu moment, el va donar la benvinguda i el va fer responsable d'organitzar la reposició de tota la brigada. El 3 d'octubre de 1939, tres dies abans de la victòria sobre Polònia, la 1a Divisió Panzer va ser enviada de nou a les seves bases a Alemanya. Van arribar el 12 d'octubre de 1939. L'equip va tenir un manteniment intensiu i Strachwitz va tornar a casa a la casa pairal d'Alt Siedel per a unes vacances llargues. El palau de Groß Stein havia estat posat a la disposició de la Wehrmacht i s'estava utilitzant com a hospital de camp. Quan Strachwitz va tornar a la seva divisió a finals del 1939, la 1a Divisió Panzer havia estat traslladada a la zona de Dortmund més gran amb el Stab (personal) situat a Düsseldorf.

### Batalla de França
A finals de febrer de 1940, el general comandant de la 1a divisió Panzer, Generalleutnant Rudolf Schmidt, fou substituït pel generalmajor Friedrich Kirchner. En aquell moment, Strachwitz estava malalt de meningitis i va ser hospitalitzat a principis de març. Mentre estava en permís de malaltia, la divisió es va traslladar a l'Eifel sud el 3 de març. El Stab va establir la seu a l'hotel "Union" a Cochem. La divisió, juntament amb la 2a i la 10a Divisió Panzer, estaven subordinades al XIX Armeekorps sota el comandament del general der Panzertruppe Heinz Guderian. Els soldats estaven esperant l'ordre per al  Fall Gelb, la directiva de Hitler per a la invasió de França. La 1a Divisió Panzer tenia ordres de travessar la frontera a Wallendorf en direcció a Luxemburg, prenent la primera línia de defensa belga a Martelange i després a Neufchâteau. El primer objectiu principal va ser el riu Mosa (riu Maas) al nord-oest de Sedan. Strachwitz va ser hospitalitzat de nou del 28 d'abril al 9 de maig de 1940, i va rebre tractament per a un peu ferit.

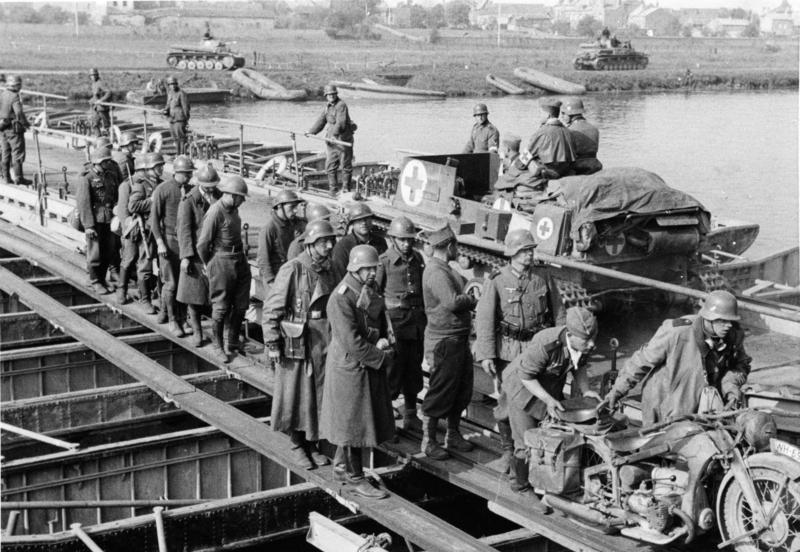
La 1a Divisió Panzer creuant el Meuse el 14 de maig de 1940

Kirchner va rebre l'ordre de Fall Gelb a les 13:15, durant el dinar, el 9 de maig de 1940. L'atac alemany va començar a les 5:35 del matí del 10 de maig de 1940. El XIX Armeekorps va avançar sense resistència a través de Luxemburg i va arribar a la frontera belga a 10:00. La 1a i 2a Divisió Panzer van arribar a la línia Menufontaine (al sud de Bastogne)-Fauvillers, la desena Divisió Panzer la línia Rulles (a l'oest d' Habay) - St. Marie (a l'oest d' Estalle), aquella nit. L'avanç va incomplir la segona línia de defensa belga a Bouilloni Neufchâteau l'11 de maig. Les forces alemanyes, formada per la 1a i la 10a Divisió Panzer, van arribar a la zona al nord de Sedan la nit del 12/13 de maig. L'endemà a les 8:00, els Ju 87 Stukas alemany i els bombarders de la Luftflotte 3 van dirigir-se contra les forces franceses i belgues en la que es convertiria en la batalla de Sedan. A les 15:30 l'artilleria alemanya va començar un bombardeig de 30 minuts seguit d'un atac aeri. Les tropes alemanyes van començar a creuar la Mosa a les 16:00 en bots d'assalt de goma. La companyia d'assalt del Kradschützen-Bataillon I (1er Batalló d'Infanteria de Motocicletes) sota el comandament de Wend von Wietersheim va establir el primer cap de pont al nord de Igles i a l'oest de Saint-Menges.
A la 01:00 del 14 de maig, s'havia erigit un pont de pontons sobre el qual alguns elements de la 1a Divisió Panzer van començar a creuar el Mosa cap a les capçaleres. El general Marcel Têtu, comandant de les Forces Aèries Tàctiques Aliades va ordenar un atac aeri contra el pont pontó. Entre les 15:00 i les 16:00 els bombarders i combatents aliats van atacar el pont. Durant aquest atac, Strachwitz va organitzar el trànsit a través del pont i va assegurar l'entrega de municions antiaèries per ajudar a combatre l'atac aeri, que només va causar danys menors i no va aturar l'avanç alemany. El Panzer-Pionierbataillon 37 i el Sturm-Pionierbataillon 43 van topar amb tancs enemics a Chéhéry i la Panzer-Brigade I va entrar al combat contra tancs francesos a Bulson. Més de 70 tancs francesos van ser destruïts al camp de batalla. Mentre que Kirchner va ordenar que la major part de la 1a Divisió Panzer continués en direcció oest, el general francès Charles Huntziger va ordenar que elements del seu IIe Armée protegissin les altures de Stonne, al sud de Sedan. Això va dissipar les seves forces i la resistència francesa es va trencar a prop de Vendresse.
Segons Roll, durant l'avanç a França, Strachwitz va adoptar el pensament que «Els tancs han de ser conduïts des del front!» Fins i tot en el seu paper com a oficial de subministrament va dirigir "des del front", sovint realitzant "avenços en solitari". Durant un d'aquests, Strachwitz i el seu conductor es van topar amb una caserna ocupada per francesos. No es va poder retirar, va demanar parlar amb l'oficial francès i el va convèncer perquè cedís la seva unitat. Dirigint el camí, Strachwitz va conduir 600 soldats francesos i els seus vehicles en captivitat. L'element de sorpresa era suficient per vèncer una força enemiga numèricament superior.
"Es pot obtenir un enorme èxit amb només pocs homes, però bons."
Després d'aquests esdeveniments, la 1a Divisió Panzer continuà avançant, arribant a la costa del Canal a prop de Calais el 23 de maig de 1940, on es van trobar amb una forta resistència britànica. La desena Divisió Panzer tenia l'encàrrec de prendre Calais, mentre que Guderian va ordenar la 1a Divisió Panzer dirigir-se cap a Gravelines. Elements de la Panzer-Brigade I, el Infanterie-Regiment (motoritzat) "Großdeutschland" i el Panzeraufklärungsabteilung 4 van arribar al riu Aa al sud de Gravelines aquella nit, a 16 quilòmetres al sud-oest de Dunkerque. Strachwitz va tornar a recórrer en una de les seves carreres en solitari, va penetrar en les línies franceses i britàniques i va arribar gairebé a Dunkirk, on va observar l'evacuació de les forces britàniques i aliades per mar. Ràpidament va comunicar les seves observacions al seu comandament divisional. L'oficial d'operacions Walther Wenck li va comunicar que el reconeixement aeri havia fet les mateixes observacions, però el Führerhauptquartier havia ordenat que els Panzers s'aturessin. Tres dies després Hitler va ordenar que continués l'atac, però s'havia perdut l'oportunitat de capturar la majoria de les forces aliades. La resta de defensors de Dunkirk van seguir resistint fins al 4 de juny.
El 2 de juny, les parts de la 1a Divisió Panzer van ser traslladades a Arhel, Cambrai i Hirson a Rethel. La segona fase de la batalla de França, Fall Rot ("Caixa vermella"), estava a punt de començar i Strachwitz va tornar al seu Panzer-Regiment 2 on va tornar a organitzar la reposició de les tropes. La 1a Divisió Panzer flanquejava a la dreta per la 2a Divisió Panzer i el XXXXI. Armeekorps (motoritzat) a l'esquerra va rebre l'ordre de creuar el riu Aisne trencant les defenses franceses i dirigint-ae cap al sud. El primer objectiu principal fou el Canal du Rhine au Marne que es trobava a uns 100 quilòmetres de distància. Els defensors francesos de la "línia Weygand", batejada amb el nom de Maxime Weygand, havien construït defenses fortes, paral·leles al canal d'Aisne. L'atac alemany va començar el 5 de juny amb el Heeresgruppe B, sota el comandament del generaloberst Fedor von Bock, atacant entre la costa del Canal i l'Aisne. El Heeresgruppe A, sota el generaloberst Gerd von Rundstedt, a la qual estava subordinada la 1a Divisió Panzer, es va reservar fins al 9 de juny. Mentrestant, Strachwitz havia obtingut el 6 de juny, amb les seves "accions en solitari", la barra a la primera classe de la creu de ferro. Els dos regiments de la 1a Divisió Panzer van creuar l'Aisne la nit del 9/10 de juny de 1940. Els dos regiments van avançar ràpidament cap a Neuflize i Juniville, on es van dedicar a combatre amb tancs francesos. L'avanç es va procedir a La Neuveville fins a Bétheniville i Saint-Hilaire-le-Petit. Els camps d'entrenament militar de Mourmelon-la-Grand van ser capturats el 12 de juny. La fortalesa de Langres es va rendir al Panzer-Regiment 2 el 15 de juny i Besançon l'endemà. L'objectiu final era Belfort, que va capitular després d'una curta resistència. Això va acabar amb la batalla de França pel regiment de Strachwitz. El Panzer-Regiment 2 es va estacionar a Doubs fins al 3 de juliol de 1940, després es va traslladar a Saint Denis, al nord de París, del 3 al 8 de juliol.
El 21 de juliol, el regiment va ser traslladat de nou, aquesta vegada als voltants d'Orleans, on es va estar quatre setmanes. Es va ordenar al regiment destacar dues companyies Panzer i la unitat de capçalera del I. Abteilung. Aquestes unitats, augmentades per altres companyies Panzer, formaven quatre Schwimm-Panzerabteilungen per a l'operació Lleó Marí, la invasió prevista i avortada del Regne Unit. Les restes del Panzer-Regiment 2 van ser traslladades a Prússia Oriental, on es van ubicar a Heiligenbeil.

### Campanya dels Balcans
El 2 d'octubre de 1940, després de la batalla de França, el Panzer-Regiment 2 va estar subordinat a la 16a Divisió Panzer. Strachwitz va demanar al comandant de divisió Generalmajor Hans Hube el comandament d'una companyia Panzer, i Hube va donar a Strachwitz el I. Bataillon, càrrec que va ocupar fins a l'octubre de 1942. Strachwitz i els seus homes es van formar al nou Panzer III amb canons KwK 38 de 5 cm. Va parar especial atenció a la formació i integració de les tripulacions de substitució que es van unir a la seva unitat. El desembre de 1940, la 16a Divisió Panzer va ser declarada Lehrtruppe (tropa de demostració), unitat per participar en l'experimentació amb noves armes i tàctiques. A través de Baviera, Àustria i Hongria van ser traslladats a Romania, amb el batalló I. de Strachwitz estacionat a Mediaș.
A la divisió se li va encarregar la protecció dels camps petroliers de Ploiești, que eren vitals per a l'esforç de guerra d'Alemanya. Van formar alguns oficials romanesos en tàctiques Panzer alemanyes. A banda d'entrenar i mantenir el seu equipament, els soldats no tenien res a fer i s'avorrien. El març de 1941, Strachwitz va ser enviat a Cosel a Alemanya, on es va fundar una nova unitat de recanvi. Va tornar a la seva ciutat natal i, 24 hores després, un telegrama de Hube li va trucar. Aquesta va anar precedida d'una sèrie d'esdeveniments a Belgrad. El 25 de març de 1941, el govern del príncep Pau de Iugoslàvia havia signat el Pacte Tripartit, unint-se a les Potències de l'Eix en un esforç per mantenir-se fora de la guerra. Tot seguit es van produir protestes massives a Belgrad i un cop d'estat militar dirigit pel general Dušan Simović, comandant de la Força Aèria. Com a resultat, Hitler va optar no només per donar suport a les ambicions de Mussolini a Albània i en la guerra greco-italiana, sinó també per atacar Iugoslàvia. Per a aquest propòsit, les forces mobilitzades del Panzergruppe I sota el comandament del generaloberst Paul Ludwig Ewald von Kleist van rebre l'ordre d'atacar Belgrad en la que es convertiria en la invasió de Iugoslàvia.

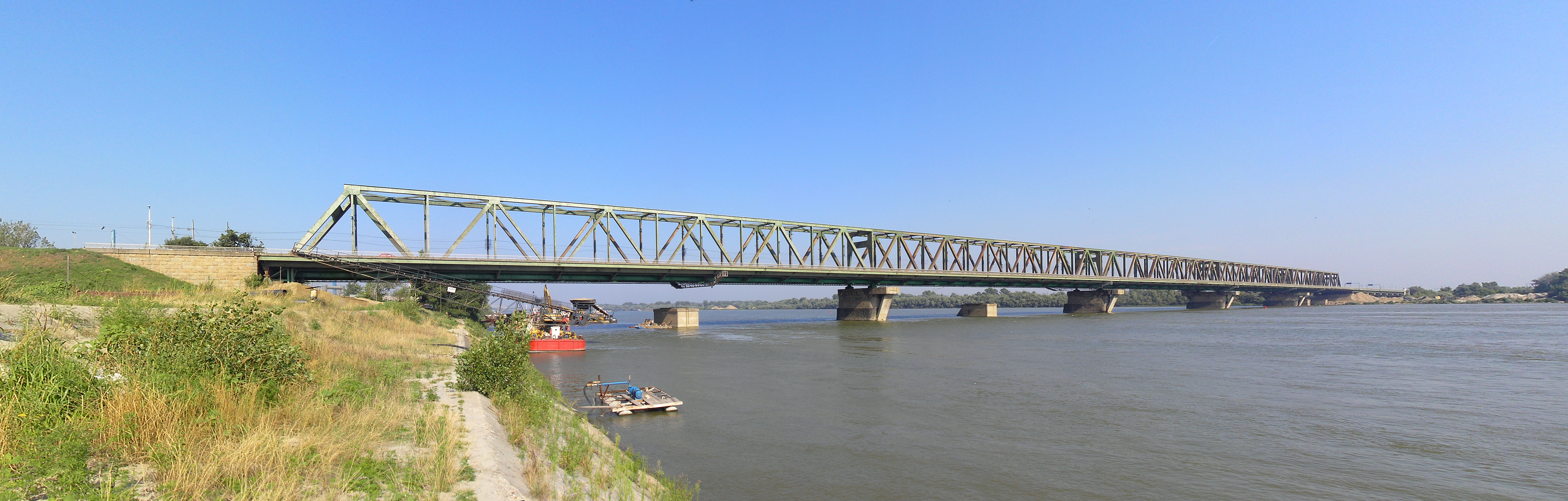
El Pont Pančevo el 2011

El I. batalló de Strachwitz va rebre l'ordre de preparar-se per a l'atac del 6 d'abril de 1941 a les 09:00. Les seves ordres eren travessar amb el Infanterie-Regiment "Großdeutschland" a Belgrad a través de Werschetz, el dia de Vršac. El seu flanc dret estava protegit per la divisió SS Das Reich i el seu flanc esquerre per l'11a Divisió Panzer. L'atac va anar precedit d'una barrera d'artilleria pesada i els alemanys van travessar la frontera a les 10:30. Les defenses es van agafar ràpidament i les tropes alemanyes van arribar a Werschetz on van ser acollides per habitants i una banda. El seu següent objectiu era el riu Danubi. Van arribar al Danubi a Pančevo només trobar el pont allà destruït. A la unitat de Pančevo Strachwitz es va vincular amb l'onzena Divisió Panzer, i es va trobar amb el seu fill gran, Hyacinth, que estava al servei d'aquesta formació. Strachwitz va començar a confiscar vaixells i barques en un intent de creuar el Danubi. Aquest treball havia començat quan Strachwitz va rebre l'ordre d'aturar totes les activitats. La seva unitat va rebre l'ordre de retirar-se a Timișoara. El 16 d'abril, Hube va anunciar que ja no seria necessària la 16a Divisió Panzer a la campanya i va rebre l'ordre de reagrupar-se a Plòvdiv. A principis de maig de 1941, Oberstleutnant Rudolf Sieckenius va rebre el comandament del Panzer-Regiment 2, després de succeir l'Oberst Hero Breusing. Tota la 16a Divisió Panzer va ser retornada a les seves bases domèstiques a Alemanya, i el Panzer-Regiment 2 va ser ordenat a Ratibor, on es va revisar el seu equip. Strachwitz va ser guardonat amb la Coroana Românie i el 9 de juny de 1941.
A mitjans de juny de 1941, la divisió va rebre noves ordres de trasllat. La 16a Divisió Panzer va travessar la frontera alemanya-polonesa a Groß Wartenberg direcció a Ożarów al Vístula, arribant el 19 de juny de 1941. Els soldats alemanys inicialment creien que acabaven de transitar per Rússia, en el seu camí cap a l'Orient Mitjà. on es reuniria amb l'Afrika Korps d'Erwin Rommel. Però el generalfeldmarschall Walther von Reichenau, que va visitar el seu fill, un Leutnant a la 4a companyia del Panzer-Regiment 2, els va revelar el veritable objectiu de la propera campanya: seria l'Operació Barbarossa la invasió de la Unió Soviètica.

### Guerra contra la Unió Soviètica

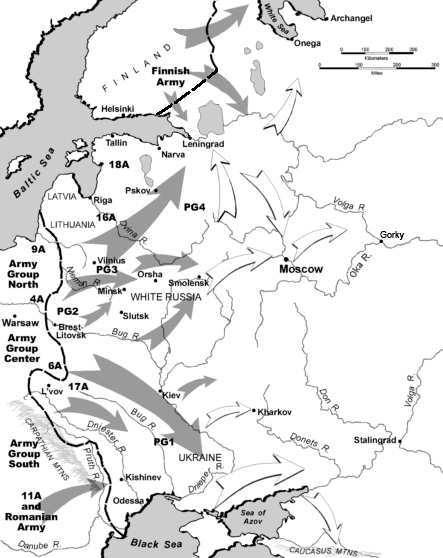
La fletxa PG1 il·lustra la principal empenta de la 16a Divisió Panzer

L'ofensiva alemanya contra la Unió Soviètica es va iniciar el 22 de juny de 1941 amb una barrera d'artilleria. La 16a Divisió Panzer estava subordinada al Heeresgruppe Süd sota el comandament del generalfeldmarschall Von Rundstedt. L'objectiu, juntament amb el exèrcits 6è i 17è, així com Panzergruppe I, era seguir les pinces d'ambdós exèrcits, dirigir-se cap a Kíev i superar els flancs soviètics en el procés i, finalment, envoltar-los al riu Dnieper. L'objectiu principal era conquerir la conca del Donets econòmicament important i els camps petrolífers del Caucas.
Els avions de reconeixement de l'exèrcit alemany van detectar les primeres formacions soviètiques als voltants de la 16a Divisió Panzer el matí del 26 de juny. Fins aquesta data la divisió ja havia avançat a 125 quilòmetres més enllà de la línia de demarcació germano-soviètica i havia sofert nombroses pèrdues a causa de falles mecàniques causades per les carreteres polsegades. El Panzer-Regiment 2 va rebre l'ordre d'enfrontar-se als tancs soviètics T-26 que eren recolzats per fortes unitats d'infanteria. En la batalla resultant, Strachwitz va resultar ferit al braç esquerre, però va romandre amb la seva unitat. El pesat contraatac va ser rebutjat i el cap de pont sobre el riu Bug, detingut pel batalló de motocicletes de la divisió (Kradschützen-Bataillon 16), es va assegurar. El sistema logístic no va poder mantenir-se i el seu regiment no es va tornar a aplicar fins al 28 de juny. La seva unitat es va trobar per primera vegada amb els T-34 i uns quants tancs KV-1 i KV-2 l'endemà. Aquests tancs tenien un blindatge més fort i van superar els seus tancs Panzer III. Només amb el suport dels canons de 8,8 cm, desplegada en un rol anti-tanc, van poder rebutjar les forces soviètiques.
Durant la batalla d'Uman (15 de juliol - 8 d'agost de 1941) Strachwitz va rebre una ferida al cap el 29 de juliol i va ser afectat de nou per metralla al braç l'endemà. Va rebre primers auxilis al camp i es va quedar amb els seus homes. El braç ferit es va infectar i va haver de rebre atenció mèdica en un hospital de camp el 10 d'agost. El 12 d'agost es va alliberar de nou tornant al regiment dirigit per l'Oberleutnant von Kleist durant la seva absència.
Strachwitz, avançant amb el seu Panzer III per davant de les seves tropes, va enfrontar-se a un comboi de subministrament soviètic, destruint un gran nombre de vehicles sense blindatge i diverses bateries d'artilleria. A Strachwitz se li va concedir la Creu de Cavaller de la Creu de Ferro per la seva part en aquesta acció, el 25 d'agost de 1941. La presentació va ser feta per Hube al camp el 5 de setembre.
Després de la batalla d'Uman, el Panzer-Regiment 2 va rebre un descans. El 8 de setembre, l'atac es reprèn i el regiment va creuar el Dnièper la nit de l'11/12 de setembre. Juntament amb el I. batalló del Schützen-Regiment 79 van iniciar els seus atacs a Lubny i van emboscar i van destruir un comboi de subministrament soviètic. L'atac a Lubny va acabar el 14 de setembre. La bossa de Kíev va ser segellada quan els panzers de la 3a Divisió Panzer es van trobar amb el Panzer-Regiment 2 el 15 de setembre de 1941. La punta de llança del Panzergruppe 2, sota Guderian i el Panzergruppe 1, sota Von Kleist havia capturat 50 divisions soviètiques. Després es va enviar el Panzer-Regiment 2 per evitar que les tropes soviètiques escapessin de la bossaa. Per al Panzer-Regiment 2, la batalla de Kíev va continuar fins al 4 d'octubre de 1941.

### Cap a Stalingrad
Strachwitz va ser ascendit a Oberstleutnant de la reserva l'1 de gener de 1942. Havia abandonat el front oriental a finals de novembre de 1941, tornant a casa per rebre tractament per les nombroses ferides que havia patit durant l'any. De l'1 de desembre de 1941 al 9 de gener de 1942 es va allotjar als hospitals d'Oppeln i Breslau. Després va passar per excedència, quedant a Groß Stein i Alt Siedel, abans de tornar al front oriental a mitjans de març de 1942. Va rebre la Insígnia de Ferit de Plata el 18 de març de 1942.
Durant l'estiu de 1942, Strachwitz va conduir els seus tancs en l'avanç fins al riu Don i cap a Stalingrad. A Kalatx del Don, el seu regiment va reclamar la destrucció de més de 270 tancs soviètics en 48 hores. La seva unitat va ser la primera a arribar al riu Volga al nord de Stalingrad el 23 d'agost de 1942. Segons Williamson, va ser durant aquesta campanya que Strachwitz va obtenir el sobrenom de Panzergraf (el comte cuirassat). A finals d'agost, la 16a Divisió Panzer estava cedida al 6. Armee del general der Panzertruppe Friedrich Paulus, i Strachwitz havia estat promogut per comandar tot el Panzer-Regiment 2. Durant un combat al flanc nord del Kessel, la seva unitat assegurà que havia destruït 105 T-34s.
Strachwitz i el seu conductor, Feldwebel Haase, van resultar greument ferits el 13 d'octubre de 1942, necessitant un tractament immediat en un hospital de campanya. Un impacte directe sobre el seu Panzer de comandament els va causar cremades greus. Strachwitz va haver de lliurar el comandament del seu I./Panzer-Regiment 2 al Hauptmann Bernd Freytag von Loringhoven. Després va ser evacuat va ser atès en un hospital de Breslau fins al 10 de novembre de 1942. Va rebre més tractaments a la Charité de Berlín de l'11 al 18 de novembre de 1942. Durant aquesta estada va rebre notícies que li havien concedit les fulles de roure a la seva Creu de cavaller de la Creu de Gerro (el la 144a en rebre-les). Va ser ordenat al Führerhauptquartier el desembre de 1942 per a la presentació de les fulles de roure de mans del mateix Hitler. Després va anar a Bad Gastein per un període de convalescència abans de passar les vacances a casa a Alt Siedel. Strachwitz va ser promogut a Oberst de la reserva l'1 de gener de 1943. A continuació, es va assabentar que Hube havia estat ordenat al Führerhauptquartier per a la presentació de les Fulles de roure. Strachwitz va aprofitar l'ocasió i va presentar-se davant Hube, oferint-se voluntari al servei a la bossa de Stalingrad. Hube va rebutjar aquesta sol·licitud, afirmant que Strachwitz es desplegarà més bé en un altre lloc.

### Panzer-RegimentGroßdeutschland

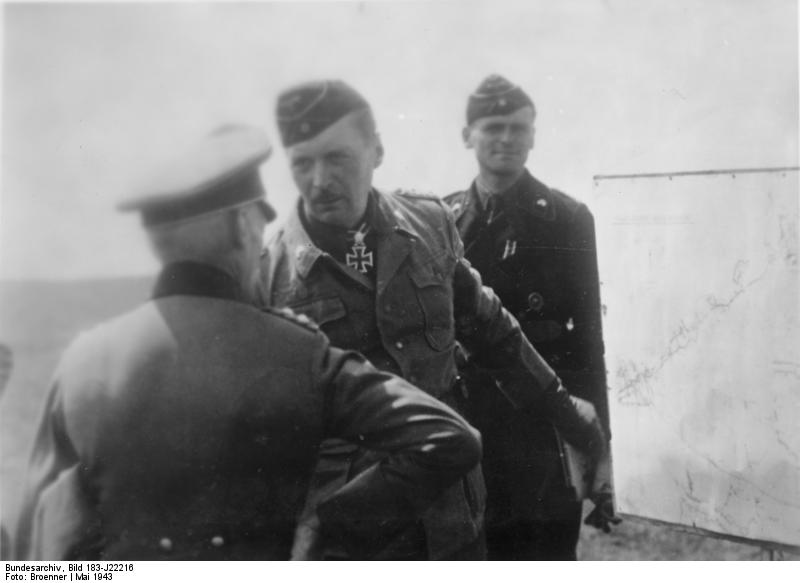
Strachwitz a prop de Khàrkiv, maig de 1943

A finals de gener de 1943, Strachwitz va ser ordenat al Führerhauptquartier. Parlant amb els generals Rudolf Schmundt i Kurt Zeitzler, el cap de gabinet de l'Oberkommando des Heeres, se li va encarregar la creació del Panzerregiment "Großdeutschland". El regiment va estar subordinat a la divisió d'infanteria (motoritzada) Großdeutschland, llavors sota el comandament del generalmajor Walter Hörnlein. Va dirigir el regiment quan va participar en la tercera batalla de Khàrkiv, lluitant al costat del II. SS-Panzerkorps del SS-Gruppenführer Paul Hausser. A Strachwitz se li va concedir la insígnia de ferits en or el 16 de febrer de 1943 i el 28 de març de 1943 les Espases a la creu de ferro de cavaller amb fulles de roure. Va rebre aquest últim pel seu lideratge a Khàrkiv i Belgorod. Va rebre la condecoració juntament amb Georg-Wilhelm Postel, qui havia estat guardonat amb les Fulles de roure a la seva creu de cavaller de la creu de ferro.
El 5 de juliol de 1943, el primer dia de l'operació Ciutadella (del 5 al 16 de juliol de 1943), el nom de codi alemany per a la batalla de Kursk, a la zona d'operacions de Großdeutschland, el batalló Panther es va embussar al fang prop de Beresowyj i no va aconseguir donar suport a l'atac dels Fusilier.Nipe indica que sovint l'Oberst Karl Decker i l'Oberstleutnant Meinrad von Lauchert han estat fets els responsables d'aquest fracàs. No obstant això, Nipe argumenta «que amb seguretat es pot suposar que Strachwitz era present, pel que qualsevol responsabilitat respecte a les accions dels panzers de la Großdeutschland pertany al Panzer Graff». Després de la batalla, Decker va escriure una carta a Guderian que es queixava de les pèrdues innecessàries que patia la divisió Großdeutschland. En aquesta carta, Decker afirmava que com Strachwitz va dirigir els seus tancs el primer dia de Kursk era "idiota". Strachwitz va ser ferit de nou el 10 de juliol. Hörnlein havia ordenat al seu grup de batalla. L'objectiu era capturar el turó 258.4, a uns 4 quilòmetres a l'oest de Werchopenje. El grup de batalla va topar aproximadament 30 tancs soviètics el vespre del 9 de juliol. Un atac va resultar inviable a causa de la foscor de l'assentament. Durant aquests fets va rebre notícies que el seu fill, Hyacinth, havia estat ferit greument. El capvespre del 10 de juliol va ordenar l'atac als tancs soviètics. Els primers T-34 havien estat destruïts i Strachwitz dirigia l'atac des del seu Panzer de comandament i havia ordenat al seu tirador aturar el foc. Strachwitz estava sense descansos recolzant el braç esquerre sobre del canó. El tirador, sense ordres, va disparar el canó i va provocar la que la recuperació del canó li aixafés el braç esquerre. Strachwitz va ser evacuat immediatament a un hospital de campanya. El braç de Strachwitz es va posar en un cabestrell i contra els consells mèdics va tornar al seu regiment. Quan Hörnlein es va assabentar d'això, va donar a Strachwitz una ordre directa de tornar a l'hospital de campanya.
El novembre de 1943, Strachwitz va deixar la "Großdeutschland" per motius de mala salut, a causa de les seves ferides. Röll especula, però, que la tensió entre ell i el comandant de la divisió, Hörnlein, podria ser el veritable motiu de la marxa de Strachwitz. Otto Carius va afirmar que:
| « | Els maldients van dir que a Strachwitz se li va retirar el comandament del Panzer-Regiment Grozerdeutschland perquè tenia massa pèrdues. Tenia dubtes justificats sobre aquesta afirmació. Graf Strachwitz i el seu personal sempre estaven als punts calents del front, on havien de portar en operacions extremadament pressionants, per a les quals se'ls proporcionava tot tipus de suport. No sempre es podien evitar pèrdues doloroses durant aquest tipus d'operacions. Però a través d'aquestes pèrdues es va salvar la vida de molts soldats d'altres unitats. | » |

### La batalla del pont del Narva
La greu lesió al braç esquerre de Strachwitz el va obligar a retirar-se de la primera línia. Després d'una estada a l'hospital de Breslau i un període de convalescència a casa seva, va rebre un missatge de teletip que li comandava com a "Höheren Panzerführer" (comandant superior del tanc) al Grup d'Exèrcits Nord. Strachwitz va informar al comandant en cap del 18è Exèrcit, el generaloberst Georg Lindemann.

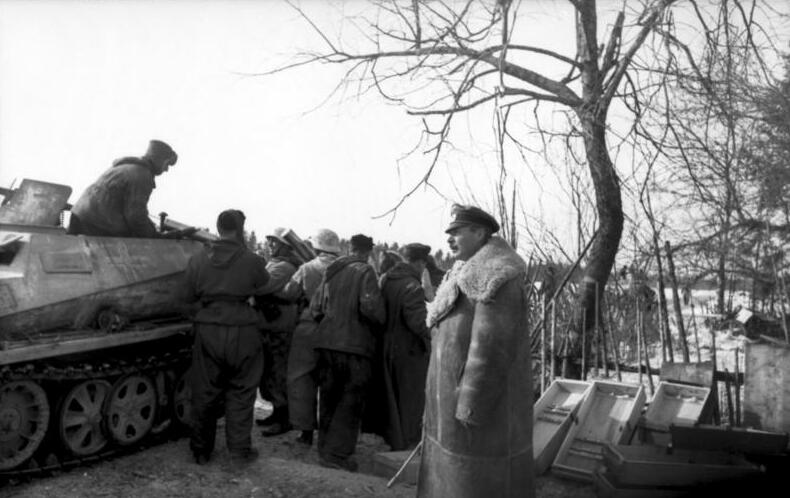
Strachwitz amb soldats abans de l'ofensiva, el 21 de març de 1944

El 26 de març de 1944, el grup de batalla de Strachwitz, format per les divisions alemanyes 170, 11 i 227a d'infanteria i tancs, van atacar els flancs del 109è cos de rifles soviètics al sud del ferrocarril de Tallinn, recolzats en un atac aeri. Els tancs van dirigir l'atac i els granaders de Prússia Oriental van seguir, penetrant en les posicions fortificades del cos de rifles soviètics. Al final del dia, es va encerclar el 72è soviètic i algunes parts del 109è Cos de Fusellerss de la capçalera del Westsack (sac oest). La resta del cos de rifles soviètics es van retirar, disparant als civils locals que havien estat utilitzats per portar munició i subministraments des de la rereguarda.
Tal com havia predit Strachwitz, el cos de rifles va atacar l'endemà. Va ser repel·lit pel 23è Regiment de Granaders de Prússia Oriental que va causar greus baixes als soviètics. Dos petits grups de tancs van trencar les línies del cos de fusellers el 28 de març a diversos llocs, dividint el cap de pont en dos. Després es va produir un combat aeri ferotge, amb 41 bombarders en picat alemanys. La meitat oest de la capçalera del pont va ser destruïda el 31 de març, amb aproximadament 6.000 baixes soviètiques.
Els Ostsack del cap de pont de Krivasoo, defensat pel 6è soviètic i el 117è Cos de rifles, va ser confós per l'atac desviador del grup de batalla Strachwitz el 6 d'abril. L'atac va enganyar les forces soviètiques pensant que l'atac alemany pretenia tallar-les del flanc oest. L'assalt real va arribar directament al 59è Exèrcit i va començar amb un fort bombardeig. Les posicions del 59è Exèrcit van ser atacades per bombarders en picat i el bosc es va incendiar. Al mateix temps, la 61a Divisió d'Infanteria i l'esquadró del tanc de Strachwitz van penetrar en les defenses del 59è Exèrcit, dividint ens dos el cos de fusellers i obligant-los a retirar-se a les seves fortificacions. El Mariscal de la Unió Soviètica Leonid Govorov es va mostrar indignat per la notícia, enviant-hi el recentment desplegat  8è Exèrcit. El seu intent de tallar els tancs Tigre I va ser repel·lit pel tinent Günther Famula, que va rebre la Creu de Cavaller a títol pòstum per aquestes accions, mantenint les línies de subministrament obertes. El 7 d'abril, Govorov va ordenar que les seves tropes passessin a la defensiva. El 59è Exèrcit, després de perdre altres 5.700 soldats de totes les causes, va ser retirat del cap de pont. Per aquests èxits, Strachwitz va rebre la Creu del cavaller amb fulles de roure, espases i diamants el 15 d'abril de 1944. Les notícies del premi van arribar a la seva seu el primer matí del 15 d'abril mitjançant un missatge per teletip. La presentació oficial va ser feta poques setmanes després per Hitler.
L'avanç va portar al grup de batalla Strachwitz l'esperança de destruir tot el cap de pont. Tot i això, el desgel de la primavera va significar que els tancs eren impossibles d'utilitzar. El 8è Exèrcit va rebutjar l'atac alemany, que va durar entre el 19 i el 24 d'abril de 1944. Els alemanys van perdre 2.235 soldats, morts i capturats, a l'ofensiva, mentre que el total de víctimes alemanyes a l'abril, per totes les causes, va ser de 13.274. Les baixes soviètiques a l'abril són desconegudes, però Mart Laar estima que és almenys 30.000 homes de totes les causes. Les pèrdues van esgotar els punts forts d'ambdues parts. El front es va estancar posteriorment amb l'excepció de l'activitat d'artilleria, aire i franctiradors i enfrontaments entre les patrulles de reconeixement durant els propers mesos.

### Batalles finals
Strachwitz va dirigir una formació ad-hoc a l'operació Doppelkopf  (doble cap) com a part de la contraofensiva del XXXIX Panzerkorps de Dietrich von Saucken després de les principals etapes finals l'operació Bagration. L'objectiu de Von Saucken era alleujar les forces encercades a la bossa de Curlàndia. L'atac de Strachwitz el 18 d'agost de 1944 va ser precedit per un fort bombardeig d'artilleria provinent del creuer pesat Prinz Eugen; forces dins la butxaca atacades per connectar-se amb la força de Strachwitz. Les seves tropes enllaçarien amb les del 16. Armee a Tukums cap al migdia.
Aquest paràgraf anterior no coincideix amb els fets, tot i que la boira de la guerra envolta les circumstàncies de la formació de Graf von Strachwitz, coneguda com a Panzer verbande Strachwitz, són clars els fets següents: La formació estava formada per la Brigada 101 PZ, Waffen-SS Kampfgruppe Martin Gross i estava dirigida per Graf Strachwitz i la seva força Panther i de Granaders entre el 15 d'agost i el 23 d'agost. La seva missió com a braç nord de l'operació Doppelkopf era eliminar una línia terrestre entre les forces de l'exèrcit alemany situades a la península de Kurland i aïllades per dues divisions soviètiques. El sortent tenia uns trenta quilòmetres d'ample existent des de l'oest de Tuckum a l'est fins a la banda oest de Riga. Les forces soviètiques s'havien apoderat de Tuckum i fins a la costa bàltica després de netejar les forces alemanyes de Mitau i Schaulen el 26 de juliol al 31 de juliol. Tot i que molt més petita que les altres forces Panzer de Doppelkopf, que eren de mida d'una divisió, la força de Strachwitz estava limitada a uns 80 vehicles blindats. Seria l'única força reeixida de l'ofensiva, tanmateix a través de l'atrevida i atrevida direcció de camp que va mostrar Strachwitz. Aquest atac es llançà el 19 d'agost i estava recolzat per l'artilleria adjunta pròpia de les formacions a l'oest de Biksti, l'operació en diverses etapes es porta a Tuckum el 20 d'agost, on aquest atac té suport d'artilleria naval de la 2a Task Force bàltica. (Prinz Eugen, tres destructors i torpedes adherides). L'enllaç amb èxit dels tancs Panther de Graf Strachwitz es produí entre les 23 i les 12 de la nit just abans del 21 d'agost a Riga. El Grup aïllat de l'exèrcit nord ja no quedà tallat.

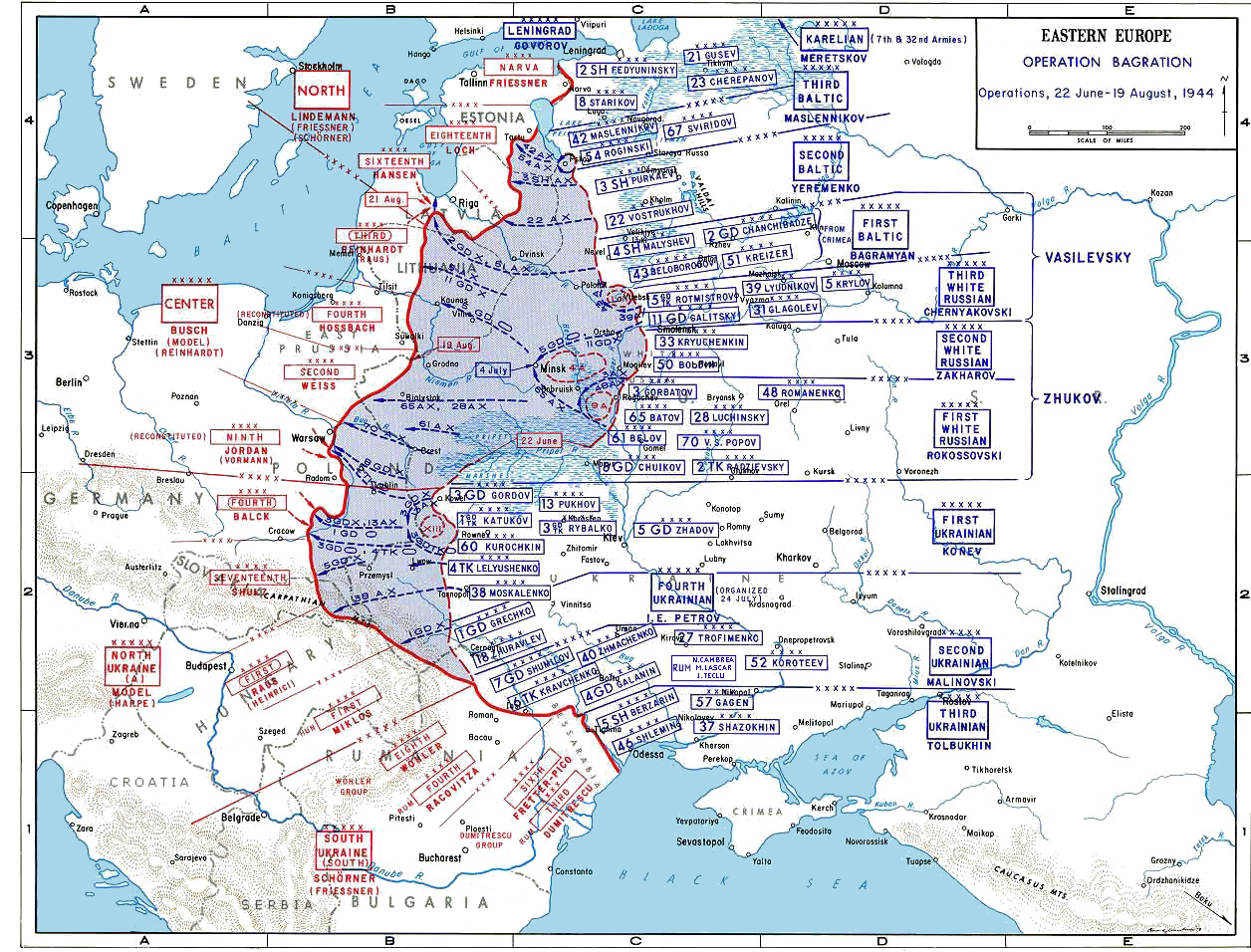
El Front Oriental, entre juny-agost de 1944. L'atac a la connexió entre el Grup d'Exèrcits Centre (3r Exèrcit Panzer) i el Nord (16è Exèrcit) a l'oest de Riga està marcat.

Durant una visita a un lloc de comandament de divisió, el 24 d'agost de 1944, Strachwitz va resultar greument ferit en un accident d'automòbil. El vehicle va derrapar i els altres ocupants van morir. Va patir una fractura de crani i les costelles, cames, braços i mans trencades, i es trobava en estat crític. Va ser traslladat immediatament a un hospital de camp, abans de ser traslladat a un hospital de Riga. Després va ser traslladat a Breslau en un Junkers Ju 52 per a un tractament addicional, on el va visitar el seu fill Harti. Els metges li van comunicar que li trigaria vuit mesos a recuperar-se del tot. Negant-se a acceptar-ho, va elaborar el seu propi pla de rehabilitació i, després de set dies, Strachwitz es va signar ell mateix l'alta de l'hospital, oficialment traslladat-se a l'hospital d'Oppeln. A la tornada va perdre la consciència a gairebé totes les voltes, arribant a la seva mansió a Alt Siedel el 28 de novembre de 1944. Aquí va estar en convalescència fins al 23 de desembre de 1944.
L'Exèrcit Roig va iniciar l'ofensiva Vístula-Oder el 12 de gener de 1945. L'atac va començar amb un intens bombardeig per part dels canons del 1r Front Ucraïnès contra elements del Grup d'Exèrcits A, inicialment sota el comandament del generaloberst Josef Harpe. En qüestió de dies, les forces soviètiques implicades havien avançat centenars de quilòmetres, recorrent gran part de Polònia i colpejant a fons dins de les fronteres del Reich. L'ofensiva va trencar el grup d'exèrcits A, i bona part de la capacitat restant d'Alemanya de resistència militar. Les forces soviètiques van travessar la frontera silèsia el 19 de gener i Harpe va ser rellevat del seu comandament i substituït pel generaloberst Ferdinand Schörner el 20 de gener. Schörner va establir la seva seu a Oppeln. Aquí Strachwitz, amb crosses, va anar a veure Schörner, demanant un comandament frontal per defensar la seva terra natal. Schörner va rebutjar l'oferta i Strachwitz va insistir en una altra tasca. En funció de la sol·licitud, Schörner el va mantenir inicialment a la seva plantilla, on Strachwitz va concebre el pla de creació d'una Panzerjagdbrigade especialitzada (brigada de caça de tancs). El 3r Exèrcit Cuirassat de la Guàrdia va conquerir Oppeln i Groß Strehlitz el 23 de gener de 1945. L'endemà Groß Stein va caure a les mans de l'Exèrcit Roig i el palau de Strachwitz i tota la finca va ser confiscada. Schörner va cedir-se a les exigències de Strachwitz, i va autoritzar la creació del Panzerjägerbrigade. Aquestes brigades no eren unitats mecanitzades, sinó soldats d'infanteria que portaven armes de mà com el Panzerfaust. El 30 de gener de 1945, va ser ascendit a Generalleutnant de la Reserva i va organitzar el seu personal de la Brigada Panzerjäger Oberschlesien a Bad Kudova, actual Kudowa-Zdrój a la terra de Kłodzko.
El seu personal va cercar voluntaris a les Unteroffiziersschulen (escoles de sots-oficials) i en unitats complementàries. Van poder reunir aproximadament 8.000 voluntaris, la majoria procedents dels territoris amenaçats de Pomerania, Prússia Oriental i Silèsia. La tàctica de Strachwitz va fer notícies ràpidament a la Wehrmacht, i fins i tot el generalfeldmarschall Albert Kesselring, comandant en cap de l'Oest a partir de l'11 de març de 1945, es va mostrar interessat. Strachwitz posteriorment va traslladar a un dels seus oficials al personal de Kesselring.
Després de la visita del comandant del Panzerjagdverbände (destacament de caça de tancs) del grup d'exèrcits Vístula, l'Oberst Ernst-Wilhelm Freiherr Gedult von Jungenfeld, tot el Panzerjagdverbände havia de ser centralitzat sota el comandament de Strachwitz. A l'abril es van posar sota el seu comandament els Panzerjagdeinheiten del Grup d'Exèrcits Centre, que incloïa Panzerjagdverbände A, B i C (Wehrkreis VIII), el Heeres-Panzerjagdbrigaden 1 i 3, dos Volkssturm-Panzerjagdbrigaden i el Panzerjäger-Brigade Niederschlesien (Baixa Silèsia) i ucraïnesos lliures. Strachwitz va desplegar els seus homes en grups de combat petits, de vegades operant darrere de les línies aliades, atraient els tancs soviètics en trampes i atacant-los amb Panzerfausts. Els combats van assolir el seu punt àlgid l'abril de 1945, i alguns dels seus homes van acabar amb més de deu tancs enemics destruïts cadascun. En aquell moment, la primera línia alemanya del Centre de l'Exèrcit estava a mitjan Silèsia al llarg de Zobten, i via Schweidnitz i Jauer fins a Lauban. La principal empenta soviètica va ser cap a Berlín i Dresden, amenaçant amb cercles les tropes alemanyes a Silèsia. Strachwitz i els seus homes van lluitar sota el comandament de Schörner fins a la capitulació alemanya el 8 de maig de 1945.
Després, Strachwitz va conduir els seus homes amb gran èxit des del seu encercament a Txecoslovàquia fins a la regió de Baviera, ocupada pels Estats Units, on es van lliurar a les forces de l'exèrcit nord-americà prop de Felgen. Strachwitz va ser pres al camp de guerra a Allendorf prop de Marburg, on va ser internat juntament amb Franz Halder, Guderian i Adolf Galland.

## Implicació amb la resistència alemanya
El 1969, Peter Hoffmann, un historiador canadenc d'ascendència alemanya, va publicar un llibre amb el títol "Widerstand, Staatsstreich, Attentat - Der Kampf der Opposition gegen Hitler" [Resistència, cop d'estat, Assassinat - La batalla de l'oposició contra Hitler ]. Aquest treball enumera Strachwitz com a part de la resistència militar alemanya al nazisme. Amb els generals Hubert Lanz, Hans Speidel i Paul Loehning se l'associa "Plan Lanz", com ho demostra el general der Gebirgstruppe Hubert Lanz. Segons Lanz, el pla era arrestar o matar Hitler a principis de febrer de 1943 durant la visita programada de Hitler a l'Armeeabteilung Lanz. D'acord amb La seva narració, el paper de Strachwitz era envoltar Hitler i els seus escortes poc després de l'arribada de Hitler amb els seus tancs. Lanz va declarar que després hauria arrestat Hitler i, en cas de resistència, els tancs de Strachwitz haurien disparat i matat a tota la delegació. Hitler va cancel·lar la visita i el pla va ser abandonat. L' autor Röll posa en dubte aquest fet citant que el cosí de Strachwitz, Rudolf Christoph Freiherr von Gersdorff, que va intentar assassinar Hitler el 1943, havia explicat que Strachwitz li havia expressat diverses vegades la creença que matar Hitler hauria constituït un assassinat. Röll conclou que Strachwitz era massa un oficial prussià per considerar l'assassinat de Hitler

## Després de la Segona Guerra Mundial i els últims anys
Strachwitz va ser alliberat pels aliats el juny de 1947. Havia perdut la seva dona, el seu fill petit i la seva propietat durant la guerra. Alda va morir el 6 de gener de 1946 en un accident de trànsit amb un camió militar nord-americà a Velden an der Vils. A Strachwitz, encara presoner de guerra dels Estats Units al camp d'Allendorf, a prop de Marburg, se li va denegar el permís per assistir al funeral. Harti, que havia perdut una cama, va morir en acció poc abans de finalitzar la guerra el 25 de març de 1945 a prop d'Holstein. Strachwitz es va casar de nou el 30 de juliol de 1947 a Holzhausen. Amb la seva nova esposa Nora, de soltera von Stumm (1916-2000), que va tenir quatre fills, dues filles i dos fills, nascuts entre 1951 i 1960.
Ell i la seva dona van acceptar la invitació de Husni al-Za'im a traslladar-se a Síria per treballar com a assessor agrícola i militar de les forces armades sirianes. Això ho va fer de gener a juny de 1949, període durant la guerra araboisraeliana de 1948 (15 de maig de 1948 - 10 de març de 1949), en què Síria va lluitar. Strachwitz, que brandava els seus èxits militars a la Unió Soviètica, va passar un moment molt difícil amb els oficials sirians, i també es van ignorar els seus suggeriments agrícoles. Quan Adib Shishakli es va emparar del poder, Strachwitz i la seva dona van sortir de Síria. Mentrestant, havien rebut un visat per l'Argentina, on esperaven trobar una altra posició d'assessorament. Via Líban van arribar a la Província de Livorno, Itàlia, on van canviar de pla i van dirigir un celler. Van tornar a Alemanya el 1951 amb un passaport de la Creu Roja. Strachwitz es va instal·lar en una finca a Winkl, a prop de Grabenstätt, a Baviera, i va fundar el "Oberschlesisches Hilfswerk" (Fons Superior de la Silèsia) donant suport a altres companys silesis en necessitat.
Strachwitz va viure els seus últims anys tranquil·lament i va morir el 25 d'abril de 1968 de càncer de pulmó a l'hospital de Trostberg. Der Panzergraf va ser reposat al cementiri de Grabenstätt, al costat de la seva primera esposa. El Bundeswehr va proporcionar una guàrdia d'honor com a senyal de respecte. Heinz-Georg Lemm va pronunciar l'elogia.

## Resum de la carrera militar

### Promocions
| 17 de febrer de 1914:   | Leutnant                                                    |
| 1921:                   | Oberleutnant, antiguitat de 1916                            |
| 9 d'agost de 1933:      | SS-Mann                                                     |
| 15 de setembre de 1933: | SS-Scharführer                                              |
| 19 de desembre de 1933: | SS-Truppführer                                              |
| 10 de març de 1934:     | SS-Obertruppführer                                          |
| 28 d'abril de 1934:     | SS-Untersturmführer                                         |
| 9 de novembre de 1934:  | SS-Obersturmführer                                          |
| 1934:                   | Hauptmann de la Reserva                                     |
| 15 de setembre de 1935: | SS-Hauptsturmführer                                         |
| 1935:                   | Rittmeister de la Reserva                                   |
| 13 de setembre de 1936: | SS-Sturmbannführer                                          |
| 30 de gener de 1939:    | SS-Obersturmbannführer                                      |
| 1940:                   | Major de la Reserva                                         |
| 1 de gener de 1942:     | Oberstleutnant de la Reserva                                |
| 1 de gener de 1943:     | Oberst de la Reserva                                        |
| 3 de novembre de 1943:  | SS-Standartenführer, efectiu amb data 1 de setembre de 1943 |
| 1 d'abril de 1944:      | Generalmajor de la Reserva                                  |
| 30 de gener de 1945:    | Generalleutnant de la Reserva                               |

## Condecoracions
Creu de Ferro 1914 de 1a Classe
 Creu de Ferro 1914 de 2a Classe
 Barra de 1939 a la Creu de Ferro 1914 de 1a Classe (7/06/1940)
 Barra de 1939 a la Creu de Ferro 1914 de 2a Classe (5/10/1939)
 Orde de la Corona de Romania (9/6/1941)
 Creu de Cavaller de la Creu de Ferro amb Fulles de Roure, Espases i Brillants:
 Creu de Cavaller: (25/08/1941) (43è) (com Major de la Reserva i comandant del I./Panzer-Regiment 2)
 Fulles de Roure: (13/11/1942) (144è) (com Oberstleutnant de la Reserva i comandant del I./Panzer-Regiment 2
 Espases: (28/03/1943) (27è) (com Oberst de la Reserva I comandant del Panzer-Regiment "Großdeutschland")
 Brillants: (15/04/1944) (11è) (com Oberst de la Reserva i comandant d'un Panzer-Gruppe al Heeresgruppe Nord)
Deutsches Reichssportabzeichen (1941)
Àliga de Silèsia de 1a i 2a Classe amb Fulles de Roure i Espases (1921)
 Creu d'Honor 1914-1918
Insígnia de Combat de Tancs en Plata (1941)
D'Or amb el numeral "100" (1943/1944)
 Insígnia de Ferit d'Or (16/02/1943)
 Insígnia de Ferit de Plata (17/03/1942)
 Insígnia de Ferit en Negre (1941)
 Medalla de la Campanya d'Hivern a l'Est 1941/42 (Agost 1942)